# Ernest Closson
Léonard Mathieu Ernest Closson (né à Saint-Josse-ten-Noode le 12 décembre 1870 et mort à Saint-Gilles le 21 décembre 1950) est un musicologue, conservateur de musée et compositeur belge, fils de Mathieu Jean Léonard Closson, libraire, et de Cécile Charlotte Flore Gripekoven.
Il étudie d'abord la musicologie en autodidacte puis entre au Musée des instruments de musique de Bruxelles, dont il devient conservateur-adjoint en 1896, sous la direction de Victor-Charles Mahillon, puis conservateur en titre de 1924 à 1936.
Il enseigne l'histoire de la musique au Conservatoire royal de Bruxelles (1912-1935) et au Conservatoire royal de Mons (1917-1935).
Il a été critique musical à L'Indépendance belge (1920-1940) et vice-président de la Société belge de musicologie (1946 à sa mort).

## Œuvres principales
- « Siegfried » de Richard Wagner, Bruxelles, 1891.
- Edvard Grieg et la musique scandinave, Paris, 1892.
- Les Concerts populaires de Bruxelles, Bruxelles, 1898.
- Les Origines légendaires de « Feuersnoth » de R. Strauss, Bruxelles, 1902.
- L'Instrument de musique comme document ethnographique, Bruxelles, 1902.
- Chansons populaires des provinces belges, Bruxelles, Leipzig, 1905.
- Les Noëls wallons, Liège, 1909.
- Le Manuscrit dit des basses danses de la bibliothèque de Bourgogne, Bruxelles, 1912.
- Notes sur la chanson populaire en Belgique, Bruxelles, 1913.
- Les Éléments d’esthétique musicale, Bruxelles, 1916.
- L'Élément flamand dans Beethoven, Bruxelles, 1928.
- La Facture des instruments de musique en Belgique, Huy, 1935.
- Le Lied néerlandais ancien dans ses accointances avec le lied populaire allemand, Anvers, 1939.
- Histoire du piano, Bruxelles, 1944.
- Monographies de Roland de Lassus (1919), André Grétry (1920), César Franck (1923) et François-Auguste Gevaert (1929).